# Nana Attakora
Nana Attakora-Gyan (North York, 27 maart 1989) is een Ghanees-Canadees voetballer die als verdediger speelt.

## Clubcarrière
In de zomer van 2007 had Attakora een stage bij het Engelse Everton. Hij tekende echter bij Toronto FC uit de Major League Soccer. Zijn debuut voor het eerste team maakte hij op 9 augustus 2008 tegen Colorado Rapids. Op 12 september 2009, opnieuw tegen Colorado, maakte hij zijn eerste doelpunt. Hij kreeg uiteindelijk een basisplaats en vormde samen met Adrian Cann de centraleverdediging. In juli van 2011 werd Attakora naar San Jose Earthquakes gestuurd. Aan het einde van het seizoen zocht Attakora zijn heil in Europa waar hij een stage had bij het Schotse Hibernian. Ook ontving hij een aanbod van het Duitse 1. FC Union Berlin. Op 30 augustus 2012 tekende hij een contract bij het Finse FC Haka. Nadat Haka aan het einde van het seizoen gedegradeerd was keerde Attakora terug bij San Jose Earthquakes. Op 8 januari 2014 tekende hij bij DC United. Bij DC United speelde hij geen enkele competitiewedstrijd. Op 25 februari 2015 tekende hij bij San Antonio Scorpions. Zijn debuut maakte hij op 4 april 2015 tegen Tampa Bay Rowdies.

## Interlandcarrière
Op 31 januari 2010 maakte Attakora tegen Jamaica zijn debuut voor Canada. Op 27 juni 2013 werd bekendgemaakt dat hij deel uitmaakte van de Canadese selectie voor de CONCACAF Gold Cup 2013. Door een hersenschudding moest hij zich terugtrekken.